# Idioma sawknah
El sawknah (también denominado sokna y foqaha) era una lengua bereber oriental llamada así por el oasis en el que habitaban sus hablantes, en la región de Tripolitania, en Libia. El idioma sokna era una lengua bereber oriental, presumiblemente extinta, que se hablaba en la ciudad de Sokna (Isuknan) y en la aldea de Fuqaha, en el noreste de Fezán, en Libia, según Václav Blažek (1999), el sokna también se hablaba en el oasis de Tmassa. La lengua se hablaba en dos localidades de Libia, en Sokna (Isuknan, región de Tripolitania) y en la aldea de El-Foqaha (noreste de la región de Fezán). El idioma sawknah es una lengua extinta de Libia. El sokna pertenecía a la familia de las lenguas afroasiáticas.

## Enlaces
- Ethnologue Report for Sawknah (en inglés)

- Datos: Q2988323